# Justin Sandercoe

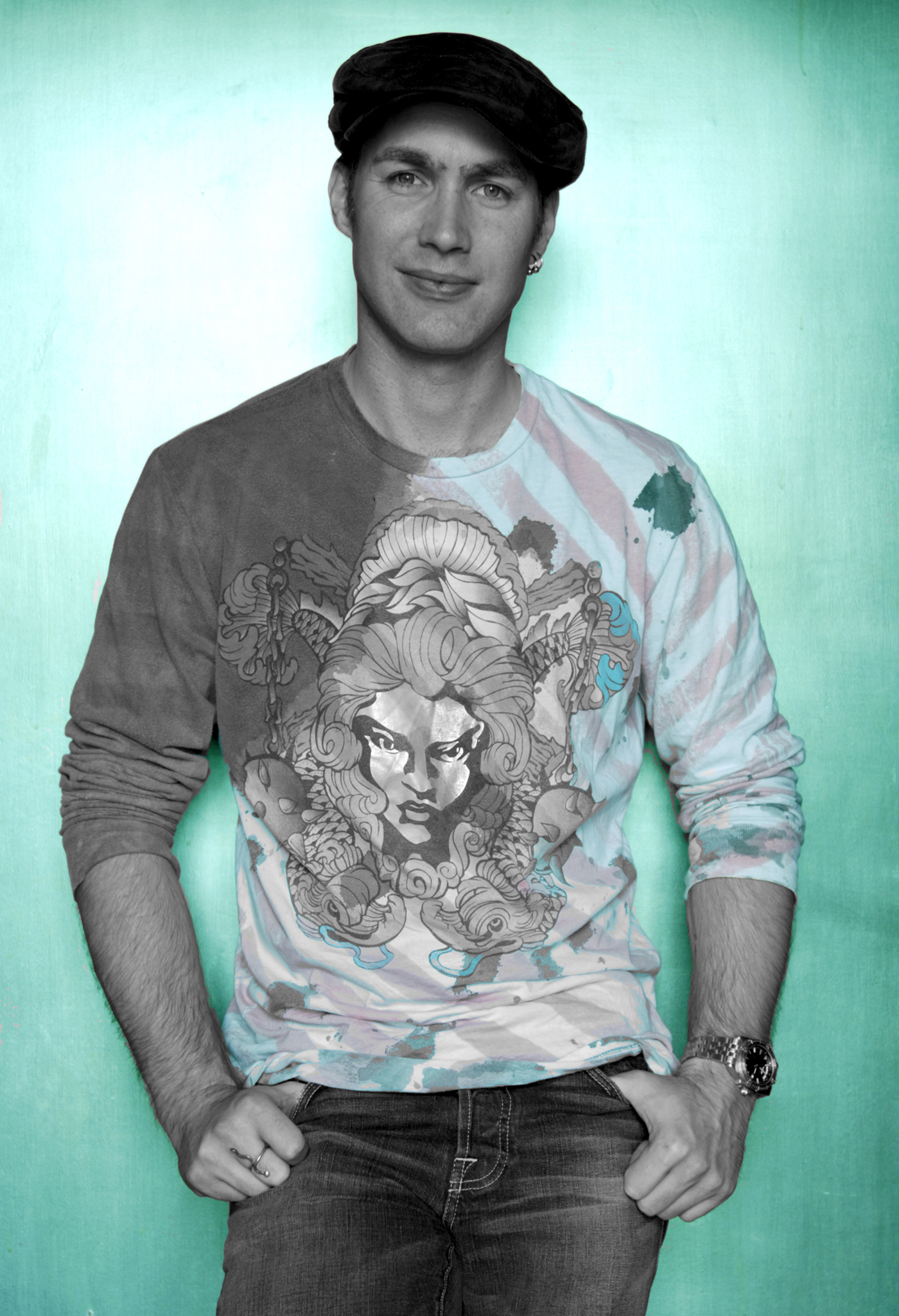
Justin Sandercoe

Justin Sandercoe (1974) is een Australisch gitarist, liedjesschrijver, artiest, producent en gitaarleraar. Hij groeide op in Tasmanië en woont sinds 1996 in Londen.

## Justinguitar.com achtergrond
Op 31 juli 2003 begon Sandercoe een eigen website met voorbeeldlessen om promotie te maken voor individuele lessen. De site werd een succes toen Sandercoe vanaf december 2006 instructievideo's via YouTube begon te publiceren, en groeide uit tot een van de populairste instructiewebsites voor gitaar. Inmiddels staan daar meer dan duizend gratis lessen op, en wordt de site bezocht door meer dan 20.000 unieke bezoekers per dag.
Sandercoe werd door Britse krant The Telegraph een van de top-10 beroemdheden op YouTube genoemd. The Independent noemde hem "een van de invloedrijkste gitaarleraren in de geschiedenis". Gitaristen als Brian May en Steve Vai hebben hun respect voor Sandercoe uitgesproken.

## Katie Melua
Sandercoe heeft werk voor Katie Melua geschreven en geproduceerd en hij speelde tussen 2005 en 2008 elektrische en akoestische gitaar in haar live band.
Haar uitvoering van Sandercoes nummer "Turn To Tell" werd uitgegeven als B-kant van de single "Call Off the Search". Het nummer is ook te horen op de Zuid-afrikaanse uitgave van het album "Call Off The Search", waarmee Sandercoe zijn eerste platina plaat verwierf.

## We Came As Strangers
Sandercoe was een van de oprichters van de Britse rock / folk / avant garde groep "We Came As Strangers", samen met zanger Ellem, keyboardspeler Owen Thomas, bassist Tim Harries, en drummer Tom Meadows. De band heeft drie albums uitgegeven: Recipe for Adventure, Shattered Matter, en hun meest recente, Eyedom, op 31 augustus 2015.

## Discografie
Solo
- Small Town Eyes (2010)

Met We Came As Strangers
- Recipe For Adventure (2013)
- Shattered Matter (2014)
- Eyedom (2015)